# (3762) Amaravella
(3762) Amaravella (1976 QN1) – planetoida z pasa głównego asteroid okrążająca Słońce w ciągu 3,43 lat w średniej odległości 2,27 j.a. Odkrył ją Nikołaj Czernych 26 sierpnia 1976 roku.